# Максимовка (Ульяновська область)
Максимовка (рос. Максимовка) — село в Ульяновському районі Ульяновської області Російської Федерації.
Населення становить 321 особу. Входить до складу муніципального утворення Ішеєвське міське поселення.

## Історія
Від 2004 року входить до складу муніципального утворення Ішеєвське міське поселення.

## Населення
| 2010 |
| ---- |
| 321  |